# Luca Sartoretti
Luca Sartoretti (Ravenna, 24 novembre 1995) è un pallavolista italiano.
Gioca nel ruolo di schiacciatore nel Modena Volley.

## Carriera
Nasce nel 1995 a Ravenna, figlio del pallavolista Andrea Sartoretti, che all'epoca giocava nella squadra romagnola.
Schiacciatore mancino come il padre, cresce pallavolisticamente nella Pallavolo Città di Castello, con cui esordisce in Serie A2 nella stagione 2011-12 e vince il campionato 2012-13, ottenendo la promozione in Serie A1.
Nella stagione 2014-15 viene ingaggiato dal Modena Volley, con cui disputa il campionato di Serie B1, per poi passare in prima squadra, in Serie A1, nell'annata successiva, aggiudicandosi la Supercoppa italiana 2015, la Coppa Italia e lo scudetto.

## Palmarès

### Club
- Campionato italiano: 1

2015-16
- Coppa Italia: 1

2015-16
- Supercoppa italiana: 1

2015